# فدراسیون ورزش‌های جانبازان و معلولین
فدراسیون ورزش‌های جانبازان و توان‌یابان تا پیش ‌از انقلاب اسلامی به صورت کمیته‌ای غیرفعال زیر نظر فدراسیون پزشکی ورزشی بود که فعالیت این کمیته صرفاً به شرکت مسئولين آن در گردهمایی‌های بین‌المللی محدود می‌شد.
فدراسیون ورزش‌های جانبازان و معلولین در اواخر سال ۱۳۵۸ تأسیس شد و در شهریور سال ۱۴۰۲ به فدراسیون ورزش‌های جانبازان و توان‌یابان تغییر نام داد‌.